# Gamelan

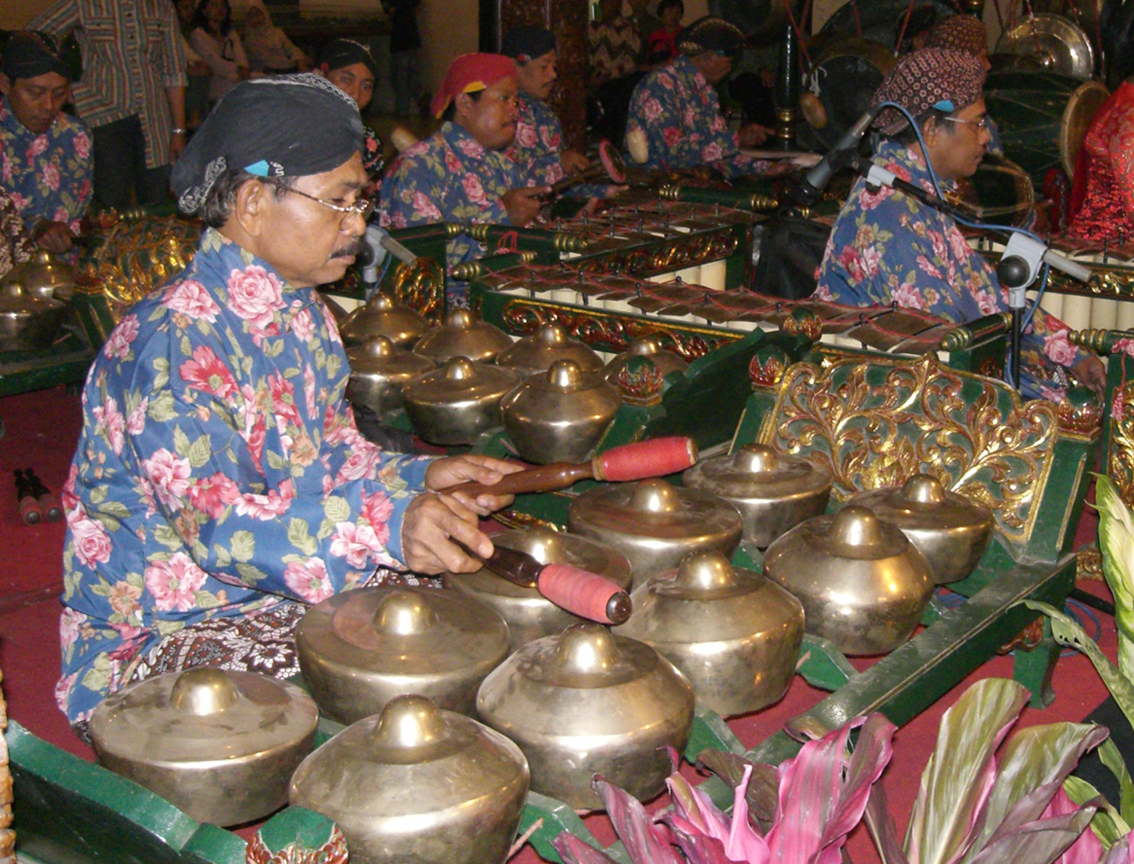
Biểu diễn gamelan kiểu Yogyakarta trong một đám cưới của người Java

Gamelan là thể loại nhạc dàn truyền thống của đảo Java và Bali ở Indonesia, tương tự một kiểu dàn nhạc cồng chiêng. Dàn nhạc gameland gồm chủ yếu là nhạc cụ gõ, phổ biến nhất là metallophone chơi bằng vồ và một bộ trống chơi bằng tay được gọi là kendhang.
Mặc dù sự tấn công của nhạc pop đã làm lu mờ dần truyền thống gamelan nhưng gamelan vẫn hay hiện diện trong nhiều nghi lễ trang trọng và các buổi lễ truyền thống. Đối với người dân Indonesia thì gamelan là một phần không thể thiếu trong văn hóa nước này.

## Lịch sử
Gamelan có từ trước khi văn hóa Phật giáo-Ấn Độ giáo thống trị Indonesia, do đó nó đại diện cho một loại hình nghệ thuật bản địa. Trái ngược với các loại hình nghệ thuật khác bị ảnh hưởng nặng nề từ Ấn Độ, ảnh hưởng rõ ràng duy nhất của Ấn Độ trong âm nhạc gamelan chỉ là ở cách hát của người Java cũng như trong đề tài của môn nghệ thuật múa rối bóng Wayang kulit.
Thần thoại Java kể rằng, gamelan được tạo ra bởi Sang Hyang Guru vào thời đại Saka 167 (khoảng năm 230). Đây là vị thần cai trị toàn cõi Java, ngự tại một cung điện trên núi Maendra ở Medang Kamulan (ngày nay là núi Lawu). Thần cần một loại tín hiệu để triệu hồi tất cả các vị thần khác, vì thế thần đã chế ra một cái chiêng. Sau, do cần truyền những lời sấm phức tạp hơn nên thần chế tiếp một cặp chiêng khác, đó chính là hồn cốt của dàn nhạc gamelan nguyên thủy.
Các nhạc cụ gamelane đạt đến mức độ hoàn thiện vào thời Đế chế Majapahit. Theo các văn khắc và bản thảo có từ thời Majapahit thì vương quốc này thậm chí còn có một bộ chuyên giám sát nghệ thuật biểu diễn, trong đó bao gồm cả gamelan. Bộ này giám sát việc chế tác nhạc cụ cũng như lên lịch biểu diễn tại triều đình.